# Giancarlo Garbelli
Giancarlo Garbelli (Milano, 4 ottobre 1931 – Lurago d'Erba, 16 marzo 2013) è stato un pugile italiano.
Tra i pugili più popolari degli anni cinquanta del XX secolo, soprattutto nella sua Milano, fu Campione italiano dei pesi welter e pareggiò con l'ungherese László Papp, considerato uno dei migliori pesi medi al mondo).

## Biografia

### Infanzia
Figlio unico di Cesare Giuseppe Garbelli, nato a Sant'Angelo Lodigiano il 19 marzo 1907, che fu campione italiano di pugilato, dei pesi leggeri nel 1926 e ufficiale della XL Brigata Nera "Vittorio Ricciarelli" durante l'epoca fascista. Nel 1943, all'età di 12 anni, durante un bombardamento della seconda guerra mondiale, Giancarlo Garbelli scappò dall'orfanotrofio di Palazzolo sull'Oglio dov'era nel frattempo stato messo dai genitori, e si unì tra i partigiani bresciani, per i quali fece da staffetta per due mesi. Durante un rastrellamento da parte dei soldati nazisti tedeschi, riuscì a fuggire a Milano e a ricongiungersi con la madre. Poco dopo raggiunse il padre a Savigliano, in Piemonte, e insieme tornarono a Sant'Angelo Lodigiano, dov'era riunita la famiglia paterna. In piena guerra civile, Cesare Giuseppe Garbelli venne ucciso da un cecchino comunista, pochi giorni prima della fine della guerra, il 21 aprile 1945, in via San Rocco a Milano, presso Porta Romana. Il piccolo Giancarlo a soli 13 anni finì nei campi di concentramento di Coltano e Altamura come prigioniero di guerra. Venne poi rispedito a Milano, a casa della madre Luisa.

### Carriera sportiva
Soprannominato "el ranin" ("girino" in dialetto lombardo) per via della costituzione gracile e della magrezza (da adolescente non pesava più di 39 kg), una volta perso il padre, cercò di emularne le gesta sportive nelle palestre di boxe. Da dilettante disputò più di 160 incontri, svolgendo nel frattempo diversi mestieri, anche umili, per mantenersi. Nel 1952 passò al professionismo.
Nella sua carriera da professionista ha disputato, tra il 1952 e il 1963, un totale di 98 incontri, ai quali si aggiunge un breve rientro nel 1972 a Madrid, all'età di 41 anni. Ha ottenuto 74 vittorie (di cui 26 per KO), 14 sconfitte (l'ultima per ferita prima del limite) e 11 pareggi. Non è mai andato al tappeto e non ha mai subìto un KO.
Tra gli incontri più importanti, vi è quello disputato a Milano il 2 luglio 1955 per il titolo europeo dei pesi leggeri, contro Duilio Loi, perso ai punti. Fu un incontro equilibrato: i due pugili erano entrambi al limite dei pesi leggeri e soprattutto Garbelli, che per corporatura naturale era un peso welter, aveva fatto molta fatica a rientrare nel parametro di peso massimo concesso per la categoria leggeri (135 lb, ossia 61,24 kg). La vittoria di Loi non fu netta. Dopo un primo round attendista, il triestino passò a condurre tra il secondo e il quinto. Al settimo round Garbelli rimetteva in discussione l'incontro ma Loi riprese a condurre nei round successivi. All'ultima ripresa, tuttavia, non gli riuscì di chiudere in bellezza, come di consueto. Vinse ancora ai punti ma fu fischiato da alcuni irriducibili tifosi del milanese.
In seguito Garbelli esordì all'estero, con l'organizzatore inglese Jack Solomons, nell'arena di Harringay, a nord di Londra, con l'esito di un pareggio contestato contro il sudafricano Benny Nieuwenhuizen, a cui seguì una vittoria con Bruno Visintin e un altro grande match contro il potente pugile tedesco Peter Müller.
Nel 1956 si trasferì per alcuni mesi negli Stati Uniti per rincorrere il sogno americano, fermato dai gangster che controllavano la boxe di quegli anni (poi condannati per questo). L'esperienza statunitense fu caratterizzata da match al limite del lecito e le scorrettezze dei suoi avversari erano repertorio di incontri drammatici. Tra gli avversari di quel periodo: Don Jordan, Tombstone Smith, Larry Baker, Ted Wright, Lou Gage, Earl Dennis.
Dopo un tentativo fallito contro Umberto Vernaglione, l'8 luglio 1957 Garbelli conquistò il titolo italiano dei pesi welter, battendo lo stesso Vernaglione per squalifica al sesto round. Difese il titolo vittoriosamente contro Luigi Malè, Stefano Bellotti, Angelo Brisci e Sandy Manuel. Lo perse il 28 giugno 1958, a Genova, contro Bruno Visintin, in un drammatico combattimento concluso dallo spezzino vittoriosamente ma con due ferite alle arcate sopracciliari.
L'incontro più importante della sua carriera fu quello disputato il 26 dicembre 1960 a Milano contro l'ungherese László Papp, passato al professionismo dopo essere stato tre volte medaglia d'oro alle Olimpiadi (nei pesi medi a Londra 1948 e nei Pesi superwelter a Helsinki 1952 e a Melbourne 1956). Fu un match in 10 riprese al limite dei pesi medi (la categoria più congeniale a Garbelli, dopo i welter) che si concluse con un pari e fu una delle uniche due volte nei 29 match da professionista dell'ormai 34enne Papp in cui l'incontro non terminò con la vittoria dell'ungherese (l'altro fu con il francese Germinal Ballarin). Secondo l'autorevole rivista statunitense di settore The Ring, in quell'occasione Garbelli «sembrava essere in vantaggio». 
Sei mesi dopo a San Siro, nel sottoclou del terzo incontro Loi-Ortiz, Garbelli fu protagonista di un altro interessante match contro il futuro campione europeo dei medi e dei superwelter Juan Carlos Durán. L'argentino impostò un match di rimessa, parando o evitando le raffiche a due mani del milanese e rispondendo con il suo diretto sinistro doppiato dal destro. Garbelli tentò il tutto per tutto nelle ultime due riprese ma non riuscì a riprendere il leggero vantaggio dell'avversario che vinse ai punti.
Gli ultimi combattimenti di Garbelli furono con esiti alterni. Si ritirò a trentuno anni dopo una sconfitta a Parigi con il francese Yoland Lévèque, fatta salva l'ultima apparizione a Madrid, nel 1972, contro lo spagnolo José Manuel Durán, futuro avversario di Rocky Mattioli.

### Vita privata
Garbelli si è sposato due volte e ha avuto sei figli: i primi tre (Carlo, Gianna e Alberto) dalle prime nozze con Maria Mennea, che lo conobbe quando lavorava come meccanico e rimase accanto a lui durante la crescita della sua carriera di atleta, e gli altri tre (Caterina, Gabriele e lo scomparso Giorgio, la cui morte per annegamento a soli quattro anni segnò molto il pugile) dalle seconde nozze con Mirka Tadini.

### Dopo la boxe
Oltre al pugilato svolse diverse attività: dall'allevamento di cincillà nella villa acquistata presso Cadegliano (Varese), alla pittura e organizzazione di mostre d'arte, al commercio di antichità a Salsomaggiore Terme, alla pratica di massaggi e all'esercizio della pranoterapia in Brianza. Prese anche parte a due film come attore (La mano sul fucile di Luigi Turolla nel 1963 e Romance di Massimo Mazzucco nel 1986), fu testimonial in spot pubblicitari (per Lorenz e Pepsi Cola) e ospite in talk show televisivi. Durante la sua vita ebbe occasione di conoscere numerosi personaggi del mondo dello spettacolo e della cultura, tra cui noti pittori, con i quali collaborò.
È morto nel 2013, all'età di 81 anni, nella propria casa a Lurago d'Erba.

## Riconoscimenti

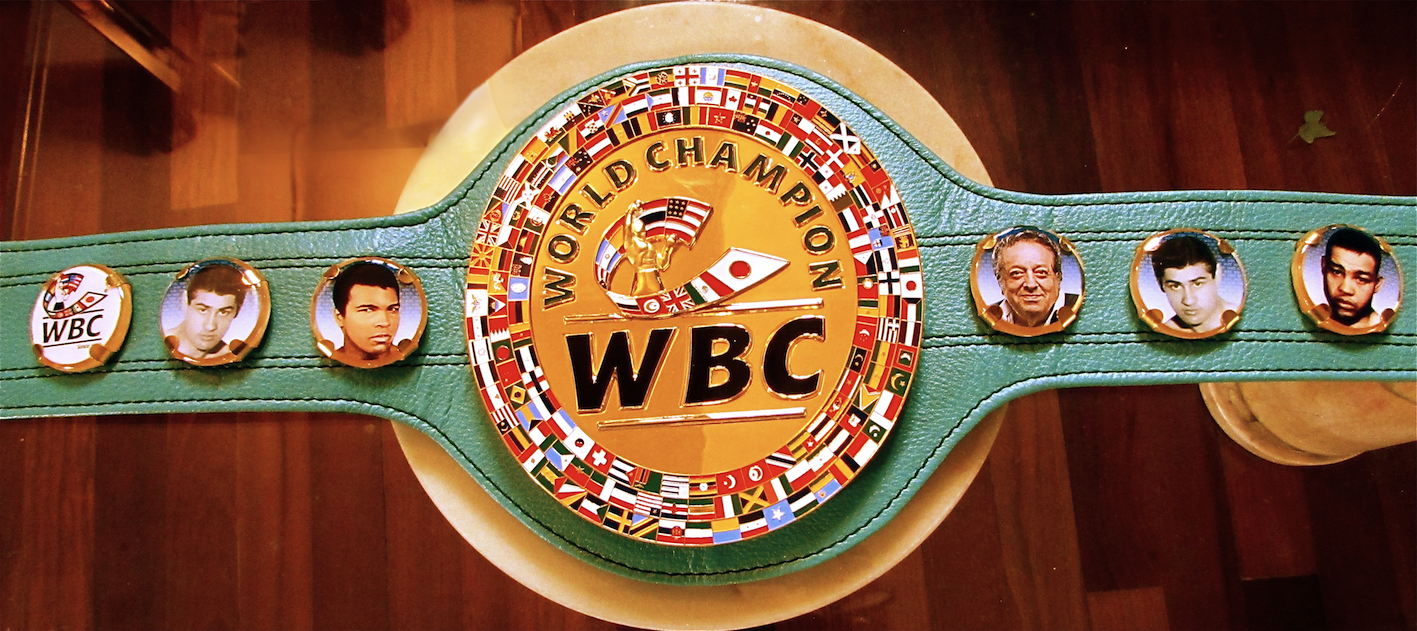
La cintura "World Champion WBC" del World Boxing Council (WBC) assegnata a Giancarlo Garbelli. Sulla cintura in cuoio verde sono raffigurate le bandiere delle 161 nazioni che compongono il WBC e le immagini di Giancarlo Garbelli, dei pugili Muhammad Ali e Joe Louis e dello storico Presidente del WBC José Sulaimán, con la firma di quest'ultimo sul retro.

Il 19 dicembre 2008 gli fu riconosciuto l’assegno straordinario vitalizio previsto dalla legge Giulio Onesti.
Il 16 maggio 2015, in occasione della presentazione del libro a lui dedicato dal titolo Il Fighter d'Italia Giancarlo Garbelli, scritto con la figlia Gianna autrice, presso il Salone Internazionale del Libro di Torino, Giancarlo Garbelli è stato insignito dal WBC (il World Boxing Council - Consiglio Mondiale di Pugilato- la più prestigiosa delle tre principali organizzazioni internazionali di pugilato) della cintura "World Champion WBC" ad honorem per essere stato uno dei più grandi campioni italiani di boxe di tutti i tempi.
Nel 2019 il Comune di Milano ha iscritto il suo nome nel Famedio dei milanesi illustri, all'interno del Cimitero Monumentale.

## Incontri di boxe disputati
| La carriera professionistica          | La carriera professionistica | La carriera professionistica | La carriera professionistica | La carriera professionistica |
| ------------------------------------- | ---------------------------- | ---------------------------- | ---------------------------- | ---------------------------- |
| Incontro                              | Titolo                       | Avversario                   | V/S                          | Risultato                    |
| Milano (7 novembre 1952)              |                              | Luciano Giusti               | V                            | P. 6                         |
| Milano (3 dicembre 1952)              |                              | Giuseppe Gramegna            | V                            | g.s. alla 3ª ripresa         |
| Milano (26 dicembre 1952)             |                              | Marcello Giordanella         | V                            | P. 6                         |
| Milano (16 gennaio 1953)              |                              | Giorgio Fedi                 | V                            | KO alla 3ª ripresa           |
| Milano (11 febbraio 1953)             |                              | Albert Geoffroy              | V                            | P. 6                         |
| Milano (6 marzo 1953)                 |                              | Walter Cozzani               | V                            | KOT alla 5ª ripresa          |
| Milano (20 marzo 1953)                |                              | Enzo Ganadu                  | V                            | KO alla 5ª ripresa           |
| Milano (2 aprile 1953)                |                              | Walter Sarti                 | V                            | P. 6                         |
| Milano (15 aprile 1953)               |                              | Martin Goma                  | V                            | KOT alla 8ª ripresa          |
| Milano (23 luglio 1953)               |                              | Sergio Cipriani              | V                            | P. 6                         |
| Milano (2 settembre 1953)             |                              | Mario Rosellini              | P                            | 8                            |
| Milano (26 settembre 1953)            |                              | Julien Staccini              | V                            | P. 8                         |
| Como (24 ottobre 1953)                |                              | Giuseppe Gramegna            | V                            | P. 6                         |
| Como (21 novembre 1953)               |                              | Albert Boris                 | V                            | P. 8                         |
| Milano (10 dicembre 1953)             |                              | Renato Matteotti             | V                            | KOT alla 3ª ripresa          |
| Milano (30 dicembre 1953)             |                              | Giovanni Ray Paini           | V                            | P. 8                         |
| Milano (8 gennaio 1954)               |                              | Franco Rosini                | V                            | P. 10                        |
| Milano (20 gennaio 1954)              |                              | Mario Rosellini              | P                            | 10                           |
| Milano (6 febbraio 1954)              |                              | Gaetano De Lucia             | V                            | P. 8                         |
| Como (18 febbraio 1954)               |                              | Raymond Souply               | V                            | P. 10                        |
| Como (14 marzo 1954)                  |                              | Willi Swoboda                | V                            | KO alla 4ª ripresa           |
| Milano (10 aprile 1954)               |                              | Ernesto Formenti             | S                            | P. 8                         |
| Milano (30 aprile 1954)               |                              | Josè Hernandez               | V                            | KO alla 1ª ripresa           |
| Luino (22 maggio 1954)                |                              | Karl Pinsdorf                | V                            | KO alla 4ª ripresa           |
| Milano (5 giugno 1954)                |                              | Guy Gracia                   | P                            | 10                           |
| [Milano (23 giugno 1954)              |                              | Robert Di Mayo               | V                            | P. 8                         |
| Milano (16 luglio 1954)               |                              | André Gonnet                 | V                            | g.s. alla 6ª ripresa         |
| Saint Vincent (1º agosto 1954)        |                              | Marcello Padovani            | P                            | 10                           |
| Milano (10 settembre 1954)            |                              | Edouard Ptak                 | V                            | g.s. alla 9ª ripresa         |
| Parma (9 ottobre 1954)                |                              | Marcello Padovani            | V                            | g.s. alla 6ª ripresa         |
| Milano (5 novembre 1954)              |                              | Albert Müller                | V                            | KO alla 9ª ripresa           |
| Milano (24 novembre 1954)             |                              | Al Browne                    | V                            | P. 10                        |
| Milano (19 gennaio 1955)              |                              | Alby Tissong                 | V                            | P. 10                        |
| Milano (25 febbraio 1955)             |                              | Jacques Prigent              | V                            | P. 10                        |
| Milano (16 marzo 1955)                |                              | René Lacaze                  | V                            | P. 10                        |
| Milano (30 marzo 1955)                |                              | Morlay Kamara                | V                            | P. 10                        |
| Milano (22 maggio 1955)               |                              | Bruno Visintin               | V                            | P. 10                        |
| Milano (9 giugno 1955)                |                              | Gilbert Ussin                | V                            | P. 10                        |
| Milano (2 luglio 1955)                | C.E.                         | Duilio Loi                   | S                            | P. 15                        |
| Salsomaggiore Terme (20 agosto] 1955) |                              | Freddi Teichmann             | V                            | P. 10                        |
| Milano (13 settembre 1955)            |                              | Gerd Müller                  | V                            | g.s. alla 4ª ripresa         |
| Milano (1º ottobre 1955)              |                              | Peter King                   | V                            | g.s. alla 4ª ripresa         |
| Londra (6 dicembre 1955)              |                              | Benny Nieuwenhuizen          | P                            | 10                           |
| Milano (17 dicembre 1955)             |                              | Valere Benedetto             | V                            | P. 10                        |
| Los Angeles (12 gennaio 1956)         |                              | Charley "Tombstone" Smith    | S                            | KOT alla 7ª ripresa          |
| San Francisco (23 febbraio 1956)      |                              | Dave Johnson                 | V                            | P. 10                        |
| Los Angeles (29 marzo 1956)           |                              | Earl Dennis                  | S                            | SD 10                        |
| San Francisco (12 aprile 1956)        |                              | Lou Gage                     | P                            | 10                           |
| Milano (23 giugno 1956)               |                              | Siegmund Yarich              | V                            | g.s. alla 9ª ripresa         |
| Milano (11 luglio 1956)               |                              | Idrissa Dione                | V                            | P. 10                        |
| Sanremo (22 luglio 1956)              |                              | André Mauguin                | V                            | P. 10                        |
| Novara (8 settembre 1956)             |                              | Ben Liazi Embarek            | V                            | KO alla 2ª ripresa           |
| Milano (30 settembre 1956)            |                              | Jean Arville                 | V                            | g.s. alla 8ª ripresa         |
| Milano (27 ottobre 1956)              |                              | Abdelkader Ben Buker II      | V                            | P. 10                        |
| Varese (14 novembre 1956)             |                              | André Mauguin                | V                            | KOT alla 5ª ripresa          |
| Bologna (14 gennaio 1957)             |                              | Sauveur Chiocca              | V                            | P. 10                        |
| Taranto (25 gennaio 1957)             | C.I.                         | Umberto Vernaglione          | S                            | int. med. alla 5ª ripresa    |
| Milano (23 febbraio 1957)             |                              | Stefano Bellotti             | V                            | P. 10                        |
| Roma (23 marzo 1957)                  |                              | Jean Claude Poisson          | V                            | P. 10                        |
| Roma (24 aprile 1957)                 |                              | Stefano Bellotti             | V                            | KOT alla 6ª ripresa          |
| Bologna (8 luglio 1957)               | C.I.                         | Umberto Vernaglione          | V                            | int. med. alla 6ª ripresa    |
| Roma (31 luglio 1957)                 |                              | Franco Vescovi               | V                            | KOT alla 7ª ripresa          |
| Viterbo (9 settembre 1957)            | C.I.                         | Luigi Male                   | V                            | P. 12                        |
| Milano (14 dicembre 1957)             |                              | Charley "Tombstone" Smith    | V                            | P. 10                        |
| Roma (19 febbraio 1958)               | C.I.                         | Stefano Bellotti             | V                            | P. 12                        |
| Milano (8 marzo 1958)                 |                              | Larry Baker                  | V                            | P. 10                        |
| Milano (2 aprile 1958)                |                              | Boswell St Louis             | V                            | P. 10                        |
| Bologna (9 aprile 1958)               |                              | Angelo Brisci                | V                            | P. 8                         |
| Bologna (12 maggio 1958)              |                              | Maurice Auzel                | V                            | KOT alla 6ª ripresa          |
| Roma (27 maggio 1958)                 |                              | Sandy Manuel                 | V                            | P. 8                         |
| Genova (28 giugno 1958)               | C.I.                         | Bruno Visintin               | S                            | P. 12                        |
| Milano (9 luglio 1958)                |                              | André Drille                 | P                            | 10                           |
| Milano (18 ottobre 1958)              |                              | Ted Wright                   | P                            | 10                           |
| Milano (29 novembre 1958)             | C.I.                         | Italo Scortichini            | NC                           | 9                            |
| Milano (31 gennaio 1959)              |                              | Ted Wright                   | P                            | 10                           |
| Roma (20 novembre 1959)               |                              | Victoriano Olivares          | V                            | KO alla 4ª ripresa           |
| Milano (26 dicembre 1959)             |                              | Claude Negrel                | V                            | P. 10                        |
| Milano (13 febbraio 1960)             |                              | Richard Bouchez              | V                            | KO alla 4ª ripresa           |
| Roma (20 febbraio 1960)               |                              | Orlando Paso                 | V                            | P. 10                        |
| Milano (19 giugno 1960)               |                              | John McCormack               | S                            | P. 10                        |
| Ancona (16 luglio 1960)               |                              | Paolo Cottino                | V                            | KO alla 8ª ripresa           |
| Milano (1º settembre 1960)            |                              | Peter Müller                 | V                            | P. 10                        |
| Milano (30 ottobre 1960)              |                              | Michel Diouf                 | V                            | DQ 3                         |
| Milano (26 dicembre 1960)             |                              | László Papp                  | P                            | 10                           |
| Milano (4 marzo 1961)                 |                              | Yama Bahama                  | S                            | P. 10                        |
| Milano (10 maggio 1961)               |                              | Juan Carlos Duran            | S                            | P. 10                        |
| Bologna (7 giugno 1961)               |                              | Michel Gonzales              | S                            | P. 10                        |
| Roma (5 luglio 1961)                  |                              | Giampaolo Melis              | V                            | P. 8                         |
| Roma (27 ottobre 1961)                |                              | George Aldridge              | P                            | 8                            |
| Pavia (10 novembre 1961)              |                              | Mohamed Seba                 | V                            | P. 10                        |
| Torino (25 gennaio 1962)              |                              | Robert Martinez              | P                            | P. 10                        |
| Bologna (19 febbraio 1962)            |                              | Mahmout le Noir              | V                            | P. 10                        |
| Milano (7 marzo 1962)                 |                              | Joaquim Riquelme             | S                            | P. 8                         |
| Roma (27 aprile 1962)                 |                              | Don Jordan                   | V                            | P. 10                        |
| Bologna (22 ottobre 1962)             |                              | Tommaso Truppi               | P                            | 10                           |
| Milano (17 novembre 1962)             |                              | Bruno Santini                | S                            | P. 8                         |
| Parigi (11 gennaio 1963)              |                              | Yoland Lévèque               | S                            | P. 10                        |
| Madrid (25 agosto 1972)               |                              | José Manuel Durán            | S                            | KOT alla 2ª ripresa          |